# 都城市立丸野小学校
都城市立丸野小学校（みやこのじょうしりつ まるのしょうがっこう）は、宮崎県都城市上水流町にある公立の小学校。

## 概要
歴史
1907年（明治40年）に尋常小学校2校（丸谷・野々美谷）が統合の上、「丸野尋常小学校」として創立。「丸野」という校名は、両校から1文字ずつとり、組み合わせたものである。現校名となったのは1957年（昭和32年）。2027年（令和9年）には創立120周年を迎える。
校章
校歌
作詞は時盛年明、作曲は増広卓三による。歌詞は3番まであり、各番の歌詞中に校名の「丸野校」が登場する。
通学区域
都城市のうち、「野々美谷町、丸谷町（一部）」。
中学校区は都城市立志和池中学校。

## 沿革
前史
- 1872年（明治5年）- 学制が頒布される。
- 1873年（明治6年）- 志和池地区は第五大学区第二十七番中学区に属し、人民共立小学校が設置された[2]。
  - 「第六十四番 野々美谷小学校」（ののみだに）
  - 「第六十五番 上水流小学校[3]」
  - 「第六十六番 岩満小学校[3]」
  - 「第六十七番 丸谷小学校」
  - 「（無番）下水流小学校[3]」（元・高原郷に属す）
    - 所属する県は、1873年（明治6年）1月14日までは都城県、同年1月15日からは宮崎県（第一次）、1876年（明治9年）8月21日からは鹿児島県となる。1883年（明治16年）5月9日から再び宮崎県（第二次）となっている。
- 1886年（明治19年）- 小学校令施行により、各小学校は簡易科（3年制）を設置の上、簡易小学校となる。
- 1889年（明治22年）5月1日 - 町村制の施行により、北諸県郡5村（岩満、丸谷、野々美谷、上水流、下水流）が合併の上、「志和池村」が発足。
- 1890年（明治23年）- 各簡易小学校が、尋常科（4年制）を設置の上、尋常小学校となる。

本史
- 1907年（明治40年）5月 - 志和池村の尋常小学校2校（丸谷・野々美谷）を統合の上、「丸野尋常小学校」を創立。
- 1908年（明治41年）4月 - 改正小学校令により、尋常科（義務教育年限）が4年制から6年制に改められる。尋常科5年を新設。
- 1909年（明治42年）4月 - 尋常科6年を新設。
- 1941年（昭和16年）4月1日 - 国民学校令施行により、「志和池村丸野国民学校」に改称。尋常科を初等科に改める。
- 1947年（昭和22年）4月1日 - 学制改革（六・三制の実施）により、新制小学校「志和池村立丸野小学校」に改組・改称。
- 1957年（昭和32年）3月1日 - 都城市との合併により、「都城市立丸野小学校」（現校名）と改称。
- 1961年（昭和36年）3月1日 - この日を学校給食記念日に制定。
- 1971年（昭和46年）- プールが完成。
- 2001年（平成13年）- 体育館が完成。
- 2003年（平成15年）- 北校舎の全面改装工事が完了し、移転。
- 2004年（平成16年）- 学校の象徴であったセンダンの木が倒木。
- 2009年（平成21年）- 創立100周年記念式典を挙行。
- 2011年（平成23年）- 運動場を改修。
- 2012年（平成24年）- 麓地区通学路を補修。
- 2016年（平成28年）- 創立100周年記念のタイムカプセルを開封。
- 2017年（平成29年）- 特別支援学級（あおぞら学級・たいよう学級）を増設。
- 2019年（令和元年）- プールを改修。
- 2023年（令和5年）- 運動場を改修。

## 交通アクセス
最寄りの鉄道駅
- JR九州 えびの高原線・吉都線 「谷頭駅」

## 周辺
- 野々美谷城跡
- 大淀川